# Сосновка (Касимовский район)
Сосновка — посёлок в Касимовском районе Рязанской области. Входит в состав Новодеревенского сельского поселения.

## История
В 1966 г. указом президиума ВС РСФСР посёлок Монашка переименован в Сосновка.

## Население
| 2010 |
| ---- |
| 144  |